# イェスタ・ヴィンベルイ
- エスタ・ウィンベルイ

イェスタ・ヴィンベルイ（Gösta Winbergh, 1946年12月30日 - 2002年3月18日）は、スウェーデン出身のテノール歌手。
ストックホルムの出身。建築工学を学びつつ、1960年代にはロック・バンドで活動していた。1970年からストックホルム音楽大学でエリク・セデーンに声楽を学び、1973年にイェーテボリでプッチーニの『ラ・ボエーム』でロドルフォ役を歌ってデビューを飾った。また、デビューした年にスウェーデン王立歌劇場に参加した。1974年にはサンフランシスコ歌劇場に登場してモーツァルトの『ドン・ジョヴァンニ』でドン・オッターヴィオ役を歌ってアメリカ・デビューを飾った。1981年からスウェーデン王立歌劇場の専属を離れ、欧米各地の歌劇場に客演を重ねた。1983年にはメトロポリタン歌劇場に初登場し、以後常連として数々の上演に参加した。
ウィーン国立歌劇場でベートーヴェンの『フィデリオ』にフロレスタン役として出演した数日後に、ウィーンにて心臓発作により急逝した。